# ヘクトライト
ヘクトライト（ヘクター石、英語: Hectorite）とは、柔らかくベタベタとした白色の希少な鉱物である。化学組成はNa0.3(Mg,Li)3Si4O10(OH)2。
1941年にサンバーナーディーノ郡 (カリフォルニア州)のヘクター近郊で産出したものが初めて記載され、この地名に因んで名づけられた。火山灰やガラス質の凝灰岩由来の斜プチロル沸石の変質物として、ベントナイトとともに産出する。またヘクトライトは、モロッコのアトラス山脈で採鉱される茶色のガスールの中にも見られる
。
ヘクトライトは主に化粧品を作るのに用いられるが、化学工業やその他の産業での利用もあるリチウムを精製するための鉱物源としても用いられる。